# Vellmar
Vellmar – miasto w Niemczech, w kraju związkowym Hesja, w rejencji Kassel, w powiecie Kassel.

## Współpraca
Miejscowości partnerskie:
- Bewdley, Anglia
- Szigetszentmárton, Węgry
- Zell am See, Austria